# Neotrygon
A Neotrygon a porcos halak (Chondrichthyes) osztályának sasrájaalakúak (Myliobatiformes) rendjébe, ezen belül a tüskésrájafélék (Dasyatidae) családjába tartozó nem.

## Rendszerezés
A nembe az alábbi 8 élő faj tartozik:
- Neotrygon annotata (Last, 1987)
- Neotrygon australiae Last, White & Serét, 2016
- Neotrygon caeruleopunctata Last, White & Serét, 2016
- kékpettyes maszkosrája (Neotrygon kuhlii) (Müller & Henle, 1841) - típusfaj; fajkomplexumot alkot a Neotrygon orientaléval
- Neotrygon leylandi (Last, 1987)
- Neotrygon ningalooensis Last, White & Puckridge, 2010
- Neotrygon orientale Last, White & Serét, 2016 - fajkomplexumot alkot a Neotrygon kuhliival
- Neotrygon picta Last & White, 2008